# Checoslovaquia en los Juegos Olímpicos de Barcelona 1992
Checoslovaquia estuvo representada en los Juegos Olímpicos de Barcelona 1992 por un total de 208 deportistas que compitieron en 25 deportes.  
El portador de la bandera en la ceremonia de apertura fue el luchador Jozef Lohyňa.

## Medallistas
El equipo olímpico checoslovaco obtuvo las siguientes medallas:
| Nombre                    | Deporte               | Competición        |
| ------------------------- | --------------------- | ------------------ |
| Oro                       |                       |                    |
| Jan Železný               | Atletismo             | Jabalina M         |
| Robert Změlík             | Atletismo             | Decatlón M         |
| Lukáš Pollert             | Piragüismo en eslalon | C1 M               |
| Petr Hrdlička             | Tiro                  | Foso M             |
| Plata                     |                       |                    |
| Jiří Rohan Miroslav Šimek | Piragüismo en eslalon | C2 M               |
| Václav Chalupa            | Remo                  | Scull ind. (M1x) M |
| Bronce                    |                       |                    |
| Luboš Račanský            | Tiro                  | Blanco móvil M     |